# Vincent Nichols
Vincent Gerard Nichols (Crosby, Merseyside, 8 de novembro de 1945) é um cardeal inglês. É o atual arcebispo católico de Westminster, tendo sido arcebispo de Birmingham de 2000 a 2009.

## Biografia e formação
Vincent Nichols nasceu em Crosby, Lancashire (actualmente Merseyside), filho de Henry Joseph e Mary Nichols, ambos professores. Enquanto criança, quis ser condutor de veículos pesados mas o chamamento para o sacerdócio enquanto adolescente falou mais alto.
Frequentou o St Mary's College em Birmingham entre 1956 e 1963.
Realizou seus estudos sacerdotais de 1963 a 1970, no Venerable English College, em Roma, tendo sido ordenado Diácono em 1968. Em 1970 licenciou-se em Filosofia e Teologia na Pontifícia Universidade Gregoriana, também em Roma.
Regressou à Inglaterra e, entre 1970 e 1971, estudou na Universidade de Manchester, onde fez mestrado em Teologia, especializando-se na vida de São João Fisher.
Obteve o diploma de Master's in Education na Loyola University, em Chicago em 1974.

## Sacerdócio
Foi ordenado presbítero da Arquidiocese de Liverpool a 21 de dezembro de 1969, em Roma.
Em 1971, foi nomeado vigário paroquial assistente na Paróquia de St Mary, tendo sido também capelão no St Peter's High School, em Gloucester.
Em 1975, foi nomeado para a paróquia de St Anne's em Liverpool, com particular responsabilidade na formação educacional. Em janeiro de 1980, foi nomeado diretor do Instituto North Upholland, onde foi responsável pela formação do clero e cursos de educação pastoral e religiosa. Também foi membro do Conselho de Arcebispos, responsável pela formação e desenvolvimento pastoral na diocese.
Em janeiro de 1984, foi nomeado secretário-geral da Conferência Episcopal da Inglaterra e País de Gales, ocupando o cargo até 1992. Também foi o moderador do Comitê Gestor do Conselho de Igrejas para a Grã-Bretanha e Irlanda, de 1989 a 1996.

## Episcopado
Em 5 de novembro de 1991, foi eleito bispo titular de Othona, Essex e bispo auxiliar em Westminster, com responsabilidade sobre a região norte de Londres.
Em 24 de janeiro de 1992, foi consagrado na Catedral Metropolitana do Preciosíssimo Sangue de Jesus, pelo cardeal George Basil Hume, arcebispo de Westminster. Seu lema episcopal é Fortis ut mors dilectio (o Amor é tão forte como a Morte - Cantares 8:6)..
Em novembro de 1998, representou os bispos europeus no Sínodo dos Bispos da Oceania.
Em setembro de 1999, foi nomeado pela Santa Sé para o Sínodo dos Bispos para a Europa, como secretário especial.
Em 15 de fevereiro de 2000, foi promovido à Sé metropolitana de Birmingham.
Recebeu o pálio episcopal do Papa João Paulo II em 29 de junho de 2000, no Vaticano.
Em 3 de abril de 2009, foi transferido para a Sé metropolitana de Westminster. Foi eleito presidente da Conferência Episcopal da Inglaterra e País de Gales, por aclamação unânime, em 30 de abril de 2009 e empossado como o 11 º arcebispo de Westminster em 21 de maio de 2009, em solenidade no Vaticano, presidida pelo Papa Bento XVI.
Foi nomeado membro da Congregação para os Bispos em 16 de dezembro de 2013 e membro da Congregação para as Igrejas Orientais, em 19 de fevereiro de 2014.

## Cardinalato
Em 12 de janeiro de 2014, foi anunciada a nomeação de Nichols como cardeal, que acabou por acontecer no primeiro consistório ordinário do Papa Francisco, em 22 de fevereiro de 2014.
Foi-lhe atribuído o título de Cardeal-presbítero do Santíssimo Redentor e Santo Afonso na Via Merulana.

## Escândalo de abuso de menores
Enquanto era arcebispo de Birmingham, teve de responder aos casos de abuso sexual alegados naquela diocese. Entre os seus primeiros actos públicos no seu papel como Arcebispo de Westminster estava uma declaração sobre a questão do abuso físico e sexual clerical na Irlanda, na sequência de um relatório governamental sobre o funcionamento de escolas industriais. Nas suas próprias palavras: "Cada vez que há um único incidente de abuso na Igreja Católica, é um escândalo. E estou contente por ser um escândalo". No entanto, foi amplamente criticado sobre a questão dos padres confrontados com os seus crimes, onde afirmou: "Isso requer coragem, e também não devemos esquecer que este relato hoje também irá ensombrar todo o bem que eles também fizeram".
Em 2020, o Inquérito Independente sobre Abuso Sexual Infantil ( Independent Inquiry into Child Sexual Abuse) , organismo do governo britânico,  disse de Nichols, agora cardeal e clérigo católico sénior em Inglaterra e no País de Gales: "Não houve reconhecimento de qualquer responsabilidade pessoal"  . Nichols, segundo o relatório, protegeu a reputação da Igreja em vez de proteger as vítimas e não teve compaixão por estas.  O inquérito também criticou o Vaticano, descrevendo as suas acções como estando em "contraste directo com as declarações públicas do Papa Francisco sobre o abuso sexual de crianças".  Um porta-voz da  Igreja Católica na Inglaterra e no País de Gales  afirmou que Nichols não renunciaria ao seu cargo após o relatório, pois estava "determinado a consertar as coisas." 

## Sucessão
Nichols escreveu ao Papa Francisco oferecendo a sua demissão como arcebispo a partir do seu 75º aniversário a 8 de Novembro de 2020, como é habitual; mas o Papa pediu-lhe que permanecesse como arcebispo até à nomeação de um sucessor.